# Вивианиевые
Вивианиевые (лат. Vivianiaceae) — семейство цветковых растений порядка гераниецветные. Название семейства образовано от названия его типового рода — вивиании (Viviania).

## Таксономия
Раньше семейство Vivianiaceae относили к порядку гвоздичноцветные, однако в настоящее время из-за сходства в морфологическом строении (S-пластиды) и химических особенностях его сближают с порядком гераниецветные.
По информации базы данных The Plant List (на июль 2016) семейство включает 5 родов и 16 видов:
- Balbisia — включает 10 видов
- Cissarobryon — монотипный род, единственный представитель Cissarobryon elegans Poepp.
- Rhyncotheca — монотипный род, единственный представитель Rhynchotheca spinosa Ruiz & Pav.. Растение обладает интересной особенностью - отсутствуют чашелистики.
- Viviania — Вивиания — включает 3 вида
- Wendtia — монотипный род, единственный представитель Wendtia gracilis Meyen